# Riesi
Riesi is een gemeente in de Italiaanse provincie Caltanissetta (regio Sicilië) en telt 11.678 inwoners (31-12-2004). De oppervlakte bedraagt 66,6 km2, de bevolkingsdichtheid is 175 inwoners per km2.

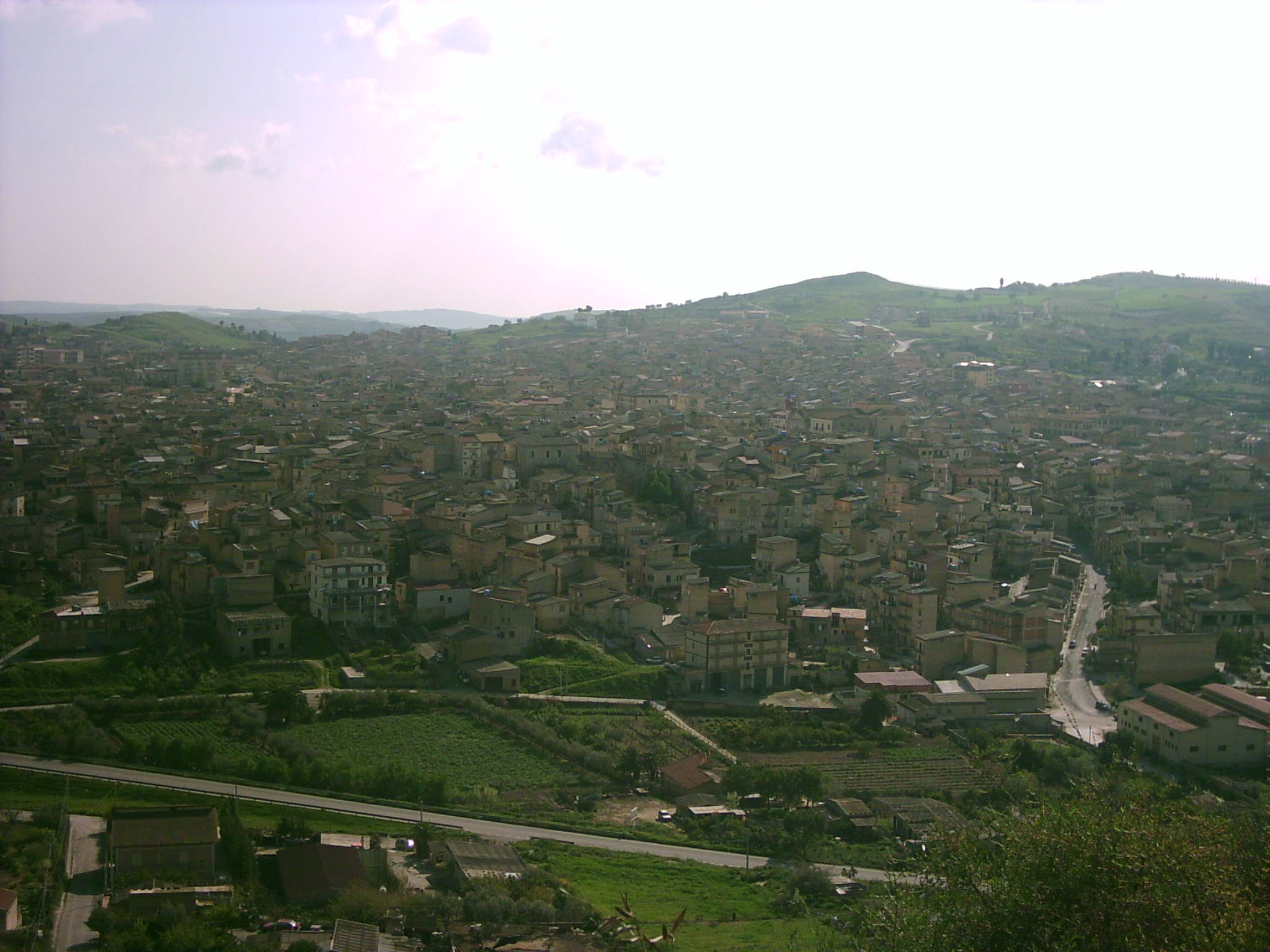
Riesi
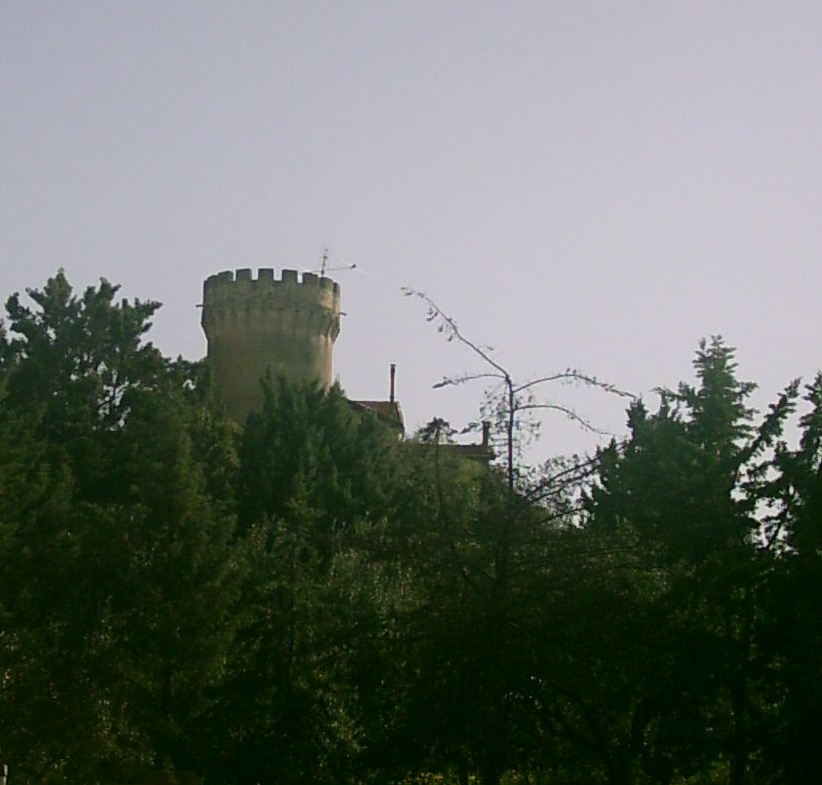
Toren van Riesi
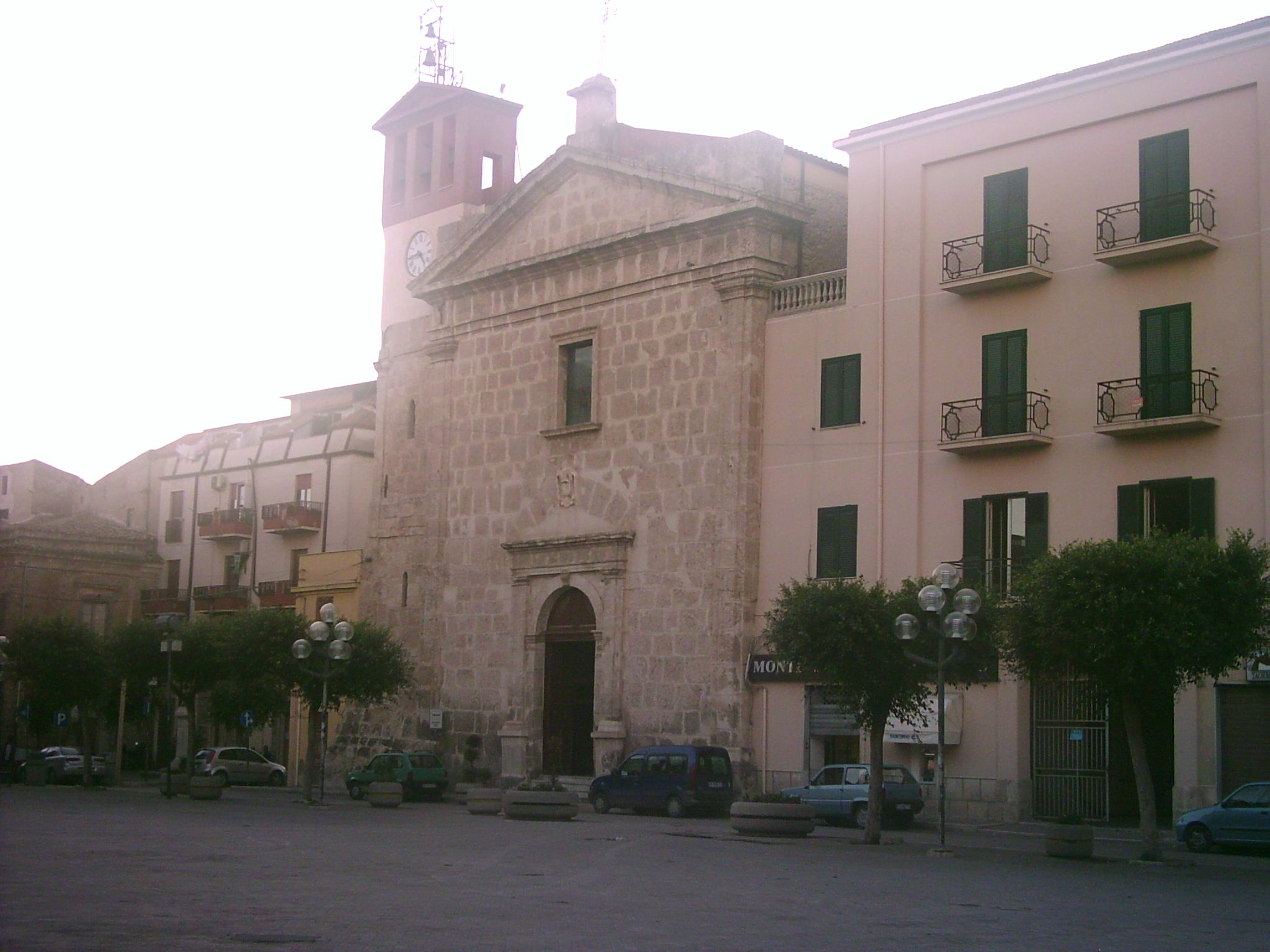
Piazza Garibaldi

## Demografie
Riesi telt ongeveer 4179 huishoudens. Het aantal inwoners daalde in de periode 1991-2001 met 6,1% volgens cijfers uit de tienjaarlijkse volkstellingen van ISTAT.
| Jaar | Inwoneraantal |
| ---- | ------------- |
| 1991 | 12.506        |
| 2001 | 11.746        |

## Geografie
De gemeente ligt op ongeveer 330 m boven zeeniveau.
Riesi grenst aan de volgende gemeenten: Barrafranca (EN), Butera, Mazzarino, Pietraperzia (EN), Ravanusa (AG), Sommatino.

## Kerken
De kerken in Riesi:
- Maria Ss. Del Rosario
- Maria Ss. Della Catena- Chiesa Madre (In siciliaans 'La Matrici')
- San Giuseppe
- San Giovanni Bosco
- Ss. Salvatore
- Ss. Crocifisso
- Chiesa Valdese